# 黑紅織鮨
黑紅織鮨，為輻鰭魚綱鱸形目鱸亞目鮨科的其中一種，分布於澳洲海域，棲息深度可達50公尺，本魚體色棕色、黃灰色或深紅色，腹部白色，體側具4-5條暗紅色或黑色的垂直條紋，頭部與身體布滿密密麻麻的黑色小斑點，背鰭硬棘10枚;背鰭軟條16-18枚;臀鰭硬棘3枚;臀鰭軟條8枚，體長可達30公分，生活在近海珊瑚礁區，為底棲性魚類，單獨行動，屬肉食性，以小魚為食，可做為食用魚。